# Gelijke-omweg-punt

Gelijke-omweg-punt P

Het gelijke-omweg-punt is een bijzonder punt  in een driehoek ABC. Het is het punt P in deze driehoek zodat de omweg van A naar B via P (ten opzichte van direct van A naar B) gelijk is aan de omweg van A naar C via P en de omweg van B naar C via P. Het gelijke-omweg-punt heeft kimberlingnummer X(176). Als er geen hoek groter is dan 2 arcsin(0,8), dan is het gelijke-omweg-punt uniek met deze eigenschap, anders heeft ook het isoperimetrisch punt deze eigenschap.

## Eigenschappen
- Het gelijke-omweg-punt is de harmonische verwant van het isoperimetrisch punt ten opzichte van het middelpunt van de ingeschreven cirkel en het punt van Gergonne, en is dus collineair met deze drie punten.
- De omwegen zijn gelijk aan de diameter van de ingeschreven cirkel van Soddy.
- Barycentrische coördinaten zijn

{\displaystyle \left(a+{\frac {\Delta }{s-a}}:b+{\frac {\Delta }{s-b}}:c+{\frac {\Delta }{s-c}}\right).}
Hierin zijn Δ en s de oppervlakte en de halve omtrek van ABC.